# Canton de Nice-7
Le canton Nice-7 est une division administrative française, située dans le département des Alpes-Maritimes et la région Provence-Alpes-Côte d'Azur.
À la suite du redécoupage cantonal de 2014, les limites territoriales du canton sont remaniées.

## Histoire

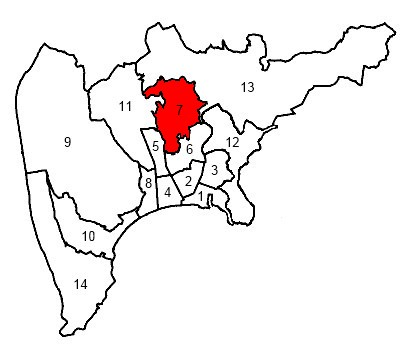
Situation du canton de Nice-7 dans la ville de Nice avant 2015.

Le canton est créé par le décret du 16 août 1973 qui redéfinit les limites des cantons de Nice-4, Nice-5 et Nice-6, et intègre dans ce périmètre cinq nouveaux cantons : Nice-7, Nice-8, Nice-9, Nice-10 et Nice-11.
Quartiers de Nice inclus dans le canton avant 2015 :
- Valrose
- Brancolar
- Rimiez
- Gairaut

Par décret du 24 février 2014, le nombre de cantons du département est divisé par deux, avec mise en application aux élections départementales de mars 2015. Le canton de Nice-7 est conservé et voit ses limites territoriales remaniées.

## Représentation

### Représentation avant 2015
| Période      | Période           | Identité                   | Étiquette            | Qualité                                                               |
| ------------ | ----------------- | -------------------------- | -------------------- | --------------------------------------------------------------------- |
| 1973         | 1976              | Roger Lœuillet (1925-2012) | DVD                  |                                                                       |
| 1976         | 1982              | Louis Broch                | PCF                  | Maire de La Trinité (1983-2001) Élu en 1982 dans le Canton de Nice-13 |
| 1982         | 1987 (décès)      | René Pietruschi            | DVD puis RPR         | Adjoint au Maire de Nice                                              |
| 1988         | 1996 (démission)  | Michel Falicon             | RPR                  | Adjoint au maire de Nice                                              |
| 1996         | 2004              | Jean Massena               | RPR puis UMP         | Adjoint au maire de Nice                                              |
| 2004         | 2005 (annulation) | Jean Hanot                 | UMP                  | Adjoint au maire de Nice                                              |
| 19 juin 2005 | 2011              | Dominique Boy-Mottard      | PS puis DVG puis PRG | Maître de conférences à l'Université de Nice-Sophia Antipolis         |
| 2011         | 2015              | Bernard Baudin             | UMP                  | Adjoint au maire de Nice puis Conseiller municipal délégué            |

Ancré à droite depuis la Libération, ce canton a élu une conseillère de gauche à la cantonale partielle de juin 2005. Ce vote est attribué à la très forte abstention qui a marqué ce scrutin (près de 70 %).

### Conseillers départementaux depuis 2015
| Période élective | Période élective | Mandat | Mandat   | Identité                  | Nuance | Nuance | Qualité                                      |
| ---------------- | ---------------- | ------ | -------- | ------------------------- | ------ | ------ | -------------------------------------------- |
| 2015             | 2021             | 2015   | 2021     | Honoré Colomas            |        | LR     | Maire de Saint-André-de-la-Roche (1971-2020) |
| 2015             | 2021             | 2015   | 2021     | Fatima Khaldi-Bououghroum |        | LR     | Adjointe au maire de Nice                    |
| 2021             | 2028             | 2021   | en cours | Jean-Jacques Carlin       |        | LR     | Maire de Saint-André-de-la-Roche             |
| 2021             | 2028             | 2021   | en cours | Fatima Khaldi-Bououghroum |        | LR     | Conseillère sortante                         |

#### Élections de mars 2015
À l'issue du premier tour des élections départementales de 2015, deux binômes sont en ballottage : Benoît Loeuillet et Lucette Ollier Deville (FN, 38,38 %) et Honoré Colomas et Fatima Khaldi-Bououghroum (Union de la Droite, 33,74 %). Le taux de participation est de 44,32 % (9 949 votants sur 22 446 inscrits) contre 48,55 % au niveau départemental et 50,17 % au niveau national.
Au second tour, Honoré Colomas et Fatima Khaldi-Bououghroum (Union de la Droite) sont élus avec 57,53 % des suffrages exprimés et un taux de participation de 46,28 % (5 529 voix pour 10 389 votants et 22 447 inscrits).

#### Élections de juin 2021
Le premier tour des élections départementales de 2021 est marqué par un très faible taux de participation (33,26 % au niveau national). Dans le canton de Nice-7, ce taux de participation est de 29,31 % (6 781 votants sur 23 139 inscrits) contre 34,55 % au niveau départemental. À l'issue de ce premier tour, deux binômes sont en ballottage : Jean Jacques Carlin et Fatima Khaldi-Bououghroum (Union à droite, 42,89 %) et Audrey Bertone et Philippe Carlin (RN, 33,37 %).
Le second tour des élections est marqué une nouvelle fois par une abstention massive équivalente au premier tour. Les taux de participation sont de 34,3 % au niveau national, 37,61 % dans le département et 32,67 % dans le canton de Nice-7. Jean Jacques Carlin et Fatima Khaldi-Bououghroum (Union à droite) sont élus avec 63,13 % des suffrages exprimés (4 484 voix pour 7 562 votants et 23 144 inscrits),,.

## Composition
Le nouveau canton de Nice-7 est composé de deux communes entières et d'une fraction de la commune de Nice : la partie de la commune de Nice située au nord d'une ligne définie par l'axe des voies et limites suivantes : depuis la limite territoriale de la commune de Saint-André-de-la-Roche, emprise du centre hospitalier Sainte-Marie (incluse), avenue Joseph-Raybaud, emprise de la blanchisserie interhospitalière du centre hospitalier universitaire de Nice (incluse), voie d'accès contournant les pavillons M, J, I du centre hospitalier universitaire, avenue de Valombrose, avenue de Flirey, avenue des Arènes-de-Cimiez, petite avenue du Prince-de-Galles, avenue des Roches-Choisies, chemin Saint-Yriel, corniche du Frère-Marc, montée Clément, boulevard Pasteur, rue du Docteur-Louis-Prat, avenue du Maréchal-Lyautey, pont René-Coty, cours du Paillon, ligne droite prolongeant la résidence Bon-Voyage, résidence Bon-Voyage (incluse), boulevard de l'Observatoire, ligne droite prolongeant le boulevard de l'Observatoire jusqu'au rond-point de la route de Turin, bretelle d'autoroute, autoroute A8, jusqu'à la limite territoriale de la commune de La Trinité.
| Nom                          | Code Insee | Intercommunalité           | Superficie (km2) | Population (dernière pop. légale)                 | Densité (hab./km2) | Modifier                                    |
| ---------------------------- | ---------- | -------------------------- | ---------------- | ------------------------------------------------- | ------------------ | ------------------------------------------- |
| Nice (bureau centralisateur) | 06088      | Métropole Nice Côte d'Azur | 71,92            | Fraction : 26 918 (2022) Commune : 353 701 (2022) | 4 918              | modifier les données · modifier les données |
| Saint-André-de-la-Roche      | 06114      | Métropole Nice Côte d'Azur | 2,86             | 5 877 (2022)                                      | 2 055              | modifier les données · modifier les données |
| La Trinité                   | 06149      | Métropole Nice Côte d'Azur | 14,90            | 10 485 (2022)                                     | 704                | modifier les données · modifier les données |
| Canton de Nice-7             | 0621       |                            |                  | 43 280 (2022)                                     |                    | modifier les données                        |

## Démographie

### Démographie avant 2015
| 1975 | 1982 | 1990   | 1999   | 2006   | 2011   | 2012   |
| ---- | ---- | ------ | ------ | ------ | ------ | ------ |
| -    | -    | 21 979 | 21 337 | 21 635 | 21 909 | 21 625 |

### Démographie depuis 2015
En 2022, le canton comptait 43 280 habitants, en évolution de +10,75 % par rapport à 2016 (Alpes-Maritimes : +2,85 %, France hors Mayotte : +2,11 %).
| 2013   | 2018   | 2022   |
| ------ | ------ | ------ |
| 38 085 | 40 160 | 43 280 |